# مخزن الترجمة المؤقت

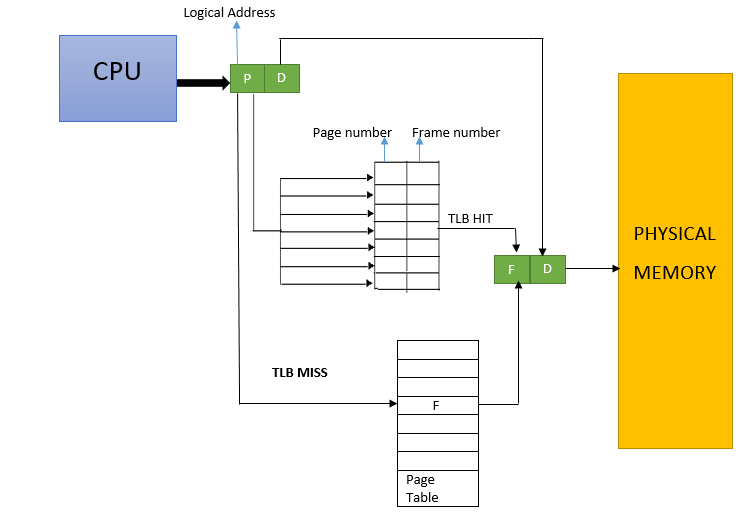
طريقة عمل مخزن الترجمة المؤقت

مخزن الترجمة المؤقت (بالإنجليزية: Translation Lookaside Buffer)‏ هو ذاكرة مخبأة تستخدم لتقليل الوقت اللازم لإجاد عناوين الذاكرة الفعلية، من خلال حفظ الترجمات الأخيرة من عناوين الذاكرة الافتراضية إلى عناوين الذاكرة الفعلية.
إنه جزء من وحدة إدارة الذاكرة. قد يتواجد مخزن الترجمة المؤقت بين وحدة المعالجة المركزية وذاكرة التخزين المؤقت لوحدة المعالجة المركزية، أو بين ذاكرة التخزين المؤقت لوحدة المعالجة المركزية والذاكرة الرئيسية، أو بين المستويات المختلفة لذاكرة التخزين المؤقت متعددة المستويات. تشتمل غالبية معالجات الحاسوب المكتبي والحاسوب المحمول والخادوم على واحد أو أكثر من مخازن الترجمة المؤقتة في أجهزة إدارة الذاكرة، وهي موجودة بشكل شبه دائم في أي معالج يستخدم ذاكرة افتراضية مصفحة أو مقسمة.

## طريقة العمل
مخزن الترجمة المؤقت لديه عدد ثابت من المدخلات والتي تحتوي على إدخالات جدول الصفحات وإدخالات جدول الأقسام (بالإنجليزية: segment-table entries)‏؛ تعيّن إدخالات جدول الصفحات العناوين الافتراضية لعناوين فعلية ولعناوين الجداول الوسيطة، بينما تعيّن إدخالات جدول الأقسام عناوين افتراضية لعناوين أقسام ولعناوين الجداول الوسيطة ولعناوين جدول الصفحات. الذاكرة الافتراضية هي مساحة الذاكرة من وجهة نظر العمليات؛ غالبًا ما تقسم هذه المساحة إلى صفحات ذات حجم ثابت (في ذاكرة الصفحات)، أو أقل شيوعًا إلى مقاطع ذات أحجام متغيرة (في ذاكرة الأقسام). يتتبع جدول الصفحات -الذي عمومًا يخزن في الذاكرة الرئيسية- مكان تخزين الصفحات الافتراضية في الذاكرة الفعلية. تستخدم هذه الطريقة عمليتين وصول إلى الذاكرة (أحدهما لمدخل جدول الصفحات والآخر للبايت) للوصول إلى بايت. أولاً يبحث في جدول الصفحات عن رقم الإطار. ثانيًا يعطي رقم الإطار مع تعويض الصفحة (بالإنجليزية: page offset)‏ العنوان الفعلي. وبالتالي فإن أي مخطط للوصول للذاكرة الافتراضية سيضاعف وقت الوصول إلى الذاكرة. ومن ثم يستخدم مخزن الترجمة المؤقت لتقليل الوقت المستغرق للوصول إلى مواقع الذاكرة. مخزن الترجمة المؤقت عبارة عن ذاكرة تخزين مؤقت لجدول الصفحات، يمثل مجموعة فرعية فقط من محتويات جدول الصفحات.

## انظر/ي أيضًا
- تصحيف (حاسوب)
- مساحة من العناوين الافتراضية
- إدارة الذاكرة